# Ephialtes hokkaidonis
Ephialtes hokkaidonis är en stekelart som beskrevs av Tohru Uchida 1928. Ephialtes hokkaidonis ingår i släktet Ephialtes och familjen brokparasitsteklar. Inga underarter finns listade i Catalogue of Life.